# Landtagswahlkreis Herford II – Minden-Lübbecke IV

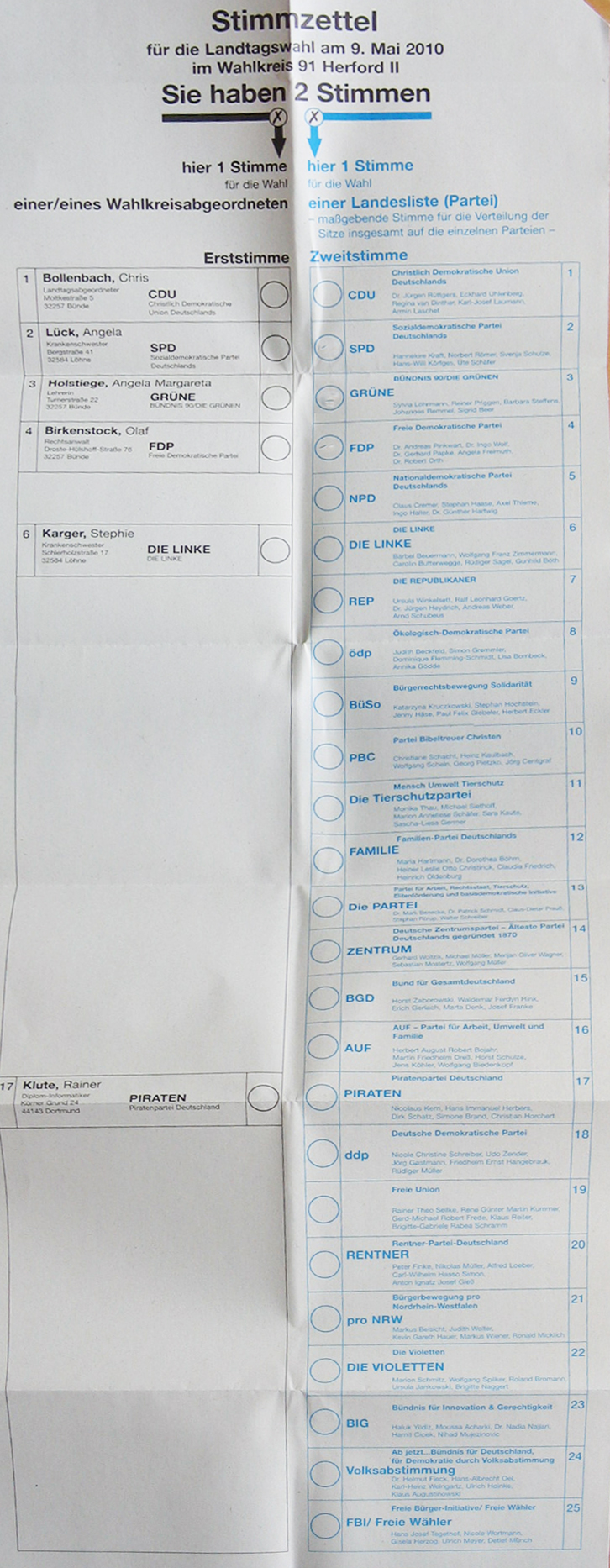
Stimmzettel 2010

Der Landtagswahlkreis Herford II – Minden-Lübbecke IV umfasst die Gemeinden Bünde, Kirchlengern, Löhne, Rödinghausen und Spenge im Kreis Herford sowie die Stadtteile Dehme, Eidinghausen, Volmerdingsen, Werste und Wulferdingsen der Stadt Bad Oeynhausen im Kreis Minden-Lübbecke.

## Landtagswahl 2017
Von 115.763 Wahlberechtigten gaben 70.178 (60,6 %) ihre Stimme ab.
| Direktkandidat          | Partei   | Erststimmen (in %) | Zweitstimmen (in %) |
| ----------------------- | -------- | ------------------ | ------------------- |
| Angela Lück             | SPD      | 42,2               | 37,6                |
| Christian Bobka         | CDU      | 34,9               | 30,7                |
| Jörg Prätorius          | GRÜNE    | 4,7                | 5,9                 |
| Carsten Wollny          | FDP      | 6,9                | 9,9                 |
| Iwo Alexander Koslowsky | PIRATEN  | 1,4                | 0,9                 |
| Philipp Tödtmann        | LINKE    | 4,2                | 4,1                 |
| Werner Vaal             | AfD      | 5,8                | 7,7                 |
| –                       | Sonstige | –                  | 3,2                 |

## Landtagswahl 2012
Von 98.060 Wahlberechtigten gaben 56.967 (58,1 %) ihre Stimme ab.
| Direktkandidat             | Partei       | Erststimmen (in %) | Zweitstimmen (in %) |
| -------------------------- | ------------ | ------------------ | ------------------- |
| Martin Schuster            | CDU          | 28,3               | 24,5                |
| Angela Lück                | SPD          | 49,0               | 44,5                |
| Angela Margarete Holstiege | GRÜNE        | 7,5                | 9,8                 |
| Martin Lohrie              | FDP          | 4,2                | 6,8                 |
| Stephie Karger             | LINKE        | 2,6                | 2,5                 |
| Alexander Bossert          | PIRATEN      | 7,5                | 7,8                 |
| Jörn Döring                | FREIE WÄHLER | 0,9                | 0,5                 |
| –                          | Sonstige     | –                  | 4,0                 |

Quelle:

## Landtagswahl 2010
Wahlberechtigt waren 98.487 Einwohner. Wahltag zur Landtagswahl in Nordrhein-Westfalen 2010 war Sonntag, der 9. Mai 2010. Die Wahlbeteiligung betrug 57,5 Prozent.
| Direktkandidat             | Partei    | Erststimmen in % | Zweitstimmen in % |
| -------------------------- | --------- | ---------------- | ----------------- |
| Chris Bollenbach           | CDU       | 33,5 %           | 31,0 %            |
| Angela Lück                | SPD       | 47,0 %           | 42,1 %            |
| Angela Margareta Holstiege | Grüne     | 8,5 %            | 10,5 %            |
| Olaf Birkenstock           | FDP       | 3,9 %            | 5,1 %             |
| Stephie Karger             | DIE LINKE | 5,6 %            | 5,9 %             |
| Rainer Klute               | PIRATEN   | 1,5 %            | 1,3 %             |
| -                          | Sonstige  | -                | 4,2 %             |

## Landtagswahl 2005
Wahlberechtigt waren 98.642 Einwohner. Wahltag zur Landtagswahl in Nordrhein-Westfalen 2005 war Sonntag, der 22. Mai 2005. Die Wahlbeteiligung betrug 61,3 Prozent.
| Direktkandidat     | Partei        | Stimmen in % |
| ------------------ | ------------- | ------------ |
| Dorothee Danner    | SPD           | 41,1         |
| Chris Bollenbach   | CDU           | 43,4         |
| Martin Kalis       | FDP           | 4,9          |
| Elmar Holstiege    | GRÜNE         | 4,9          |
| Wolfgang Rammert   | REP           | 1,0          |
| Christine Rothwell | PDS           | 0,8          |
| Niels Augustin     | UNABH. BÜRGER | 0,6          |
| Andreas Dridiger   | PBC           | 0,3          |
| Rolf Bobbenkamp    | BüSo          | 0,2          |
| Michael Koch       | NPD           | 1,1          |
| Martin Adler       | ödp           | 0,1          |
| Uwe Schmidt        | WASG          | 1,6          |